# A Madona de Cedro (romance)
A Madona de Cedro é um livro escrito por Antonio Callado em 1957, sendo esse o segundo romance de sua carreira. A obra foi adaptada para o cinema e televisão.

## Sinopse
Delfino Montiel mora na cidade de Congonhas do Campo, no interior de Minas Gerais, cidade por qual é conhecida pelas inúmeras peças de pedra-sabão guardadas na igreja matriz da cidade, consideradas obras de arte e relíquias; dentre elas, peças feita pelo famoso escultor Aleijadinho, que no mercado são obras consideradas patrimônio público em valor inestimável.
Por lá reencontra um velho amigo: Adriano Mourão. Ele é convencido pelo amigo a viajar para o Rio de Janeiro a serviço de empreendimentos de peças de pedra-sabão. Por lá, Delfino conhece Marta, com quem mantêm um relacionamento amoroso e pretende-se casar, mas conforme os padrões morais exigidos pela família, Delfino, que se encontra desempregado, só irá se casar com Marta quando estiver consolidado em um emprego de rendimento salarial.

## Importância da obra
O estilo do autor Antônio Callado segue a tradição do policial inglês, à boa maneira de Graham Greene. Em A Madona de Cedro, a sua maneira de contar é mais espontânea, mantendo-se, contudo, o aproveitamento da técnica do género policial.